# Jean-Marc Antersijn
Jean-Marc Antersijn (Noord, 5 januari 1996) is een Arubaans voetballer die als doelman speelt.

## Clubloopbaan
Hij onder andere voor Haaglandia en GDA en liep hij stage bij PEC Zwolle. In het seizoen 2016/17 speelde hij voor SV TEC. In 2020 ging hij naar Zweden.

## Interlands
In 2014 werd hij geselecteerd voor het Arubaans voetbalelftal en speelde 1 interland voor het nationaal elftal. Vervolgens kwam hij enkele malen uit in het nationale elftal onder 20.